# سید عبدالهادی شیرازی
سید عبدالهادی شیرازی، فقیه، اصولی، مجتهد و از مراجع تقلید شیعه در سال۱۲۶۶ در سامرا، عراق به دنیا آمد.

## تحصیل
تحصیل در علوم دینی را در زادگاهش آغاز کرد و از درس میرزا علی آقا (فرزند میرزای شیرازی) و میرزا محمدتقی شیرازی استفاده کرد.
در سال ۱۳۲۶ به نجف رفت و از محمدکاظم خراسانی، شیخ الشریعه اصفهانی، محمدباقر اصطهباناتی و رضا تبریزی بهره‌مند شد. پس از ۴ سال اقامت، در سال ۱۳۳۰ از نجف به سامرا بازگشت و بعد از مدتی به کربلا رفت. وی مجدداً در سال ۱۳۳۷ از کربلا به نجف بازگشت.
وی بعد از درگذشت سید حسین بروجردی تصدی حوزه علمیه نجف را بر عهده گرفت.

## استادان
- میرزا علی آقا فرزند میرزا محمدحسن شیرازی
- میرزا محمدتقی شیرازی
- محمدکاظم خراسانی
- شیخ الشریعه اصفهانی
- محمدباقر اصطهباناتی[۱]

## آثار علمی
- دارالسلام[۲]
- رسالة فی اللباس المشکوک
- کتاب الصوم
- کتاب الزکوة
- کتاب النجاسات و المطهرات
- الاستصحاب
- اجتماع الامر و النهی
- الحواله
- الرضاع

## اجازه روایت
در زمان گذشته یکی از مهم‌ترین مجوزها از سمت استاد به شاگرد، اجازه‌ی روایت بود که در جهت حفظ احادیث و جلوگیری از تحریف آن، استاد به شاگردان مورد اعتماد خویش می‌داد. سید عبدالهادی شیرازی اجازه نامه‌ی نقل روایت خود را از اساتیدی چون شیخ الشریعه اصفهانی، سید مهدی آل حیدر کاظمی، سید علی شیرازی، علی یزدی نجفی و شیخ عباس قمی دریافت کرد. 

## مرجعیت
یک سال پس از درگذشت سید ابوالحسن اصفهانی در 1365 هجری قمری، سید حسن طباطبایی قمی مرجعیت شیعه را برعهده گرفته و به درخواست مقلدانش، رساله علمیه‌اش را منتشر کرد. هرچند برخی از علمای نجف، سید ابوالحسن اصفهانی را شایسته‌تر دانسته و درخواستشان از ایشان این بود که ایشان هم اعلام مرجعیت کنند. در نهایت این اتفاق افتاد و با درگذشت آیت الله بروجردی در سال 1380 هجری قمری، بسیاری از مقلدین ایشان نیز به جمع مقلدان سید عبدالهادی شیرازی اضافه شدند. 

## فتواهای مهم
از جمله مهم‌ترین فتواهای سید عبدالهادی شیرازی به همراهی سید محسن حکیم، مربوط می‌شود به هشتم شوال سال 1379 قمری که حزب کمونیست مسلط به عراق را کافر و گمراه دانستند.  
متن این فتوا بدین گونه است: «الشیوعیةُ ضلالٌ و إلحادٌ فلایَجوزُ الإنتماءُ إلیها؛ کمونیسم، گمراهی و بی‌ایمانی است؛ پس گرایش به آن جایز نیست.»

## درگذشت
شیرازی در عصر روز جمعه ۱۰ صفر ۱۳۸۲ قمری، در کوفه بر اثر بیماری تب درگذشت و در حرم مطهر امیرالمؤمنین، در مقبره میرزای بزرگ دفن شد.